# 스톡홀름 신드롬 (드라마)
《스톡홀롬 신드롬》은 2005년 1월 14일에 MBC에서 방영한 베스트극장이다.

## 줄거리
남자친구 한수(강경준 분)에게 모질게 버림을 받은 시은(오세정 분)은 아픔을 달래기 위해 실연자 클럽을 찾는다. 거기서 다른 실연자들의 이야기를 듣던 중 남자친구에 대한 증오심을 노골적으로 나타내는 나영(하주희 분)을 만난다. 시은과 나영은 서로의 남자친구에 대한 이야기를 나누며 분노하고 남자들에게 복수를 하기로 결심하게 된다.

## 등장 인물

### 주요 인물
- 강경준 : 한수 역
- 하주희 : 시은 역
- 조현철 : 상우 역
- 오세정 : 나영 역

### 그 외 인물
- 황의건
- 이옥정
- 장남경
- 신은경
- 김남길
- 박태진
- 김선정
- 양재희
- 조세호
- 조수원
- 부시맨
- 편일태